# Andrzej Poczobut
Andrzej Poczobut (fehérorosz nyelven Андрэй Пачобут, fon. Andrej Pacsobut, Vjalikaja Berasztavica, 1973. április 16. –) lengyel-fehérorosz újságíró, hrodnai publicista és blogger, a fehéroroszországi lengyel kisebbség aktivistája, politikai fogoly.

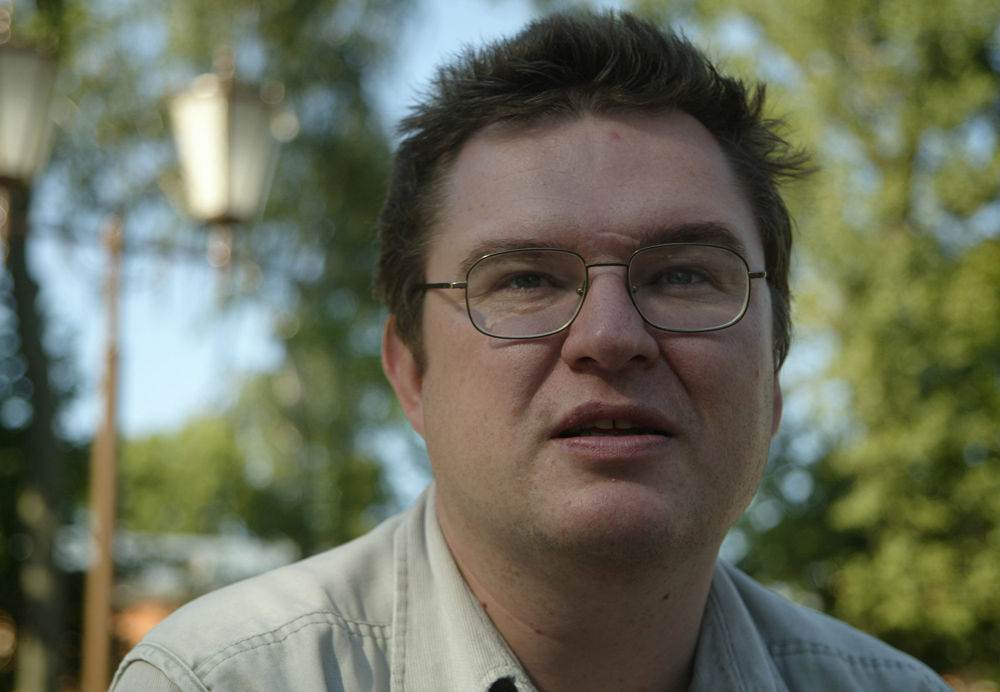
Andrzej Poczobut 2005-ben

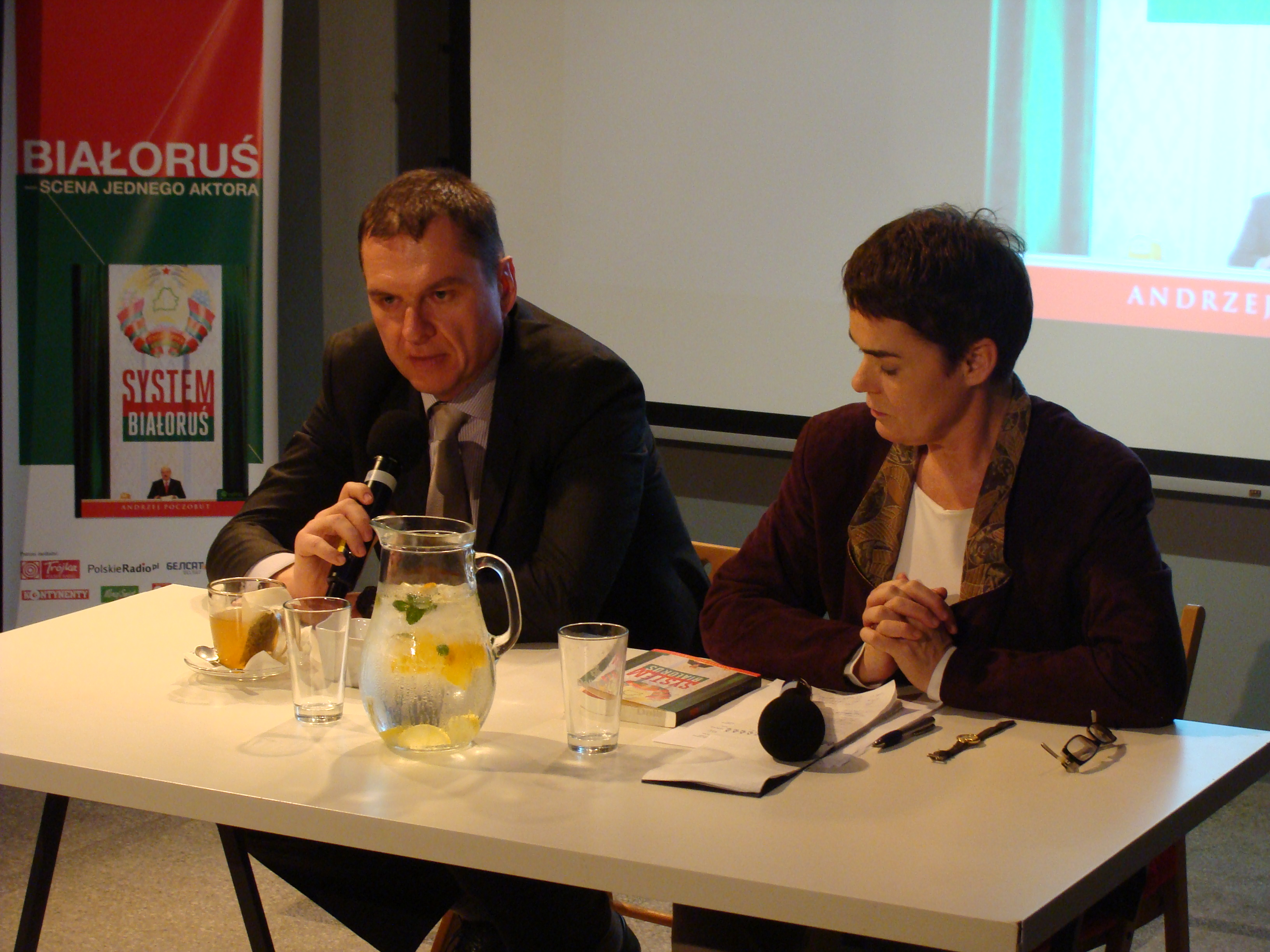
Andrzej Poczobut és Maria Przełomiec Ma a "System Belarus" című könyv bemutatóján Varsóban 2013. október 23-án

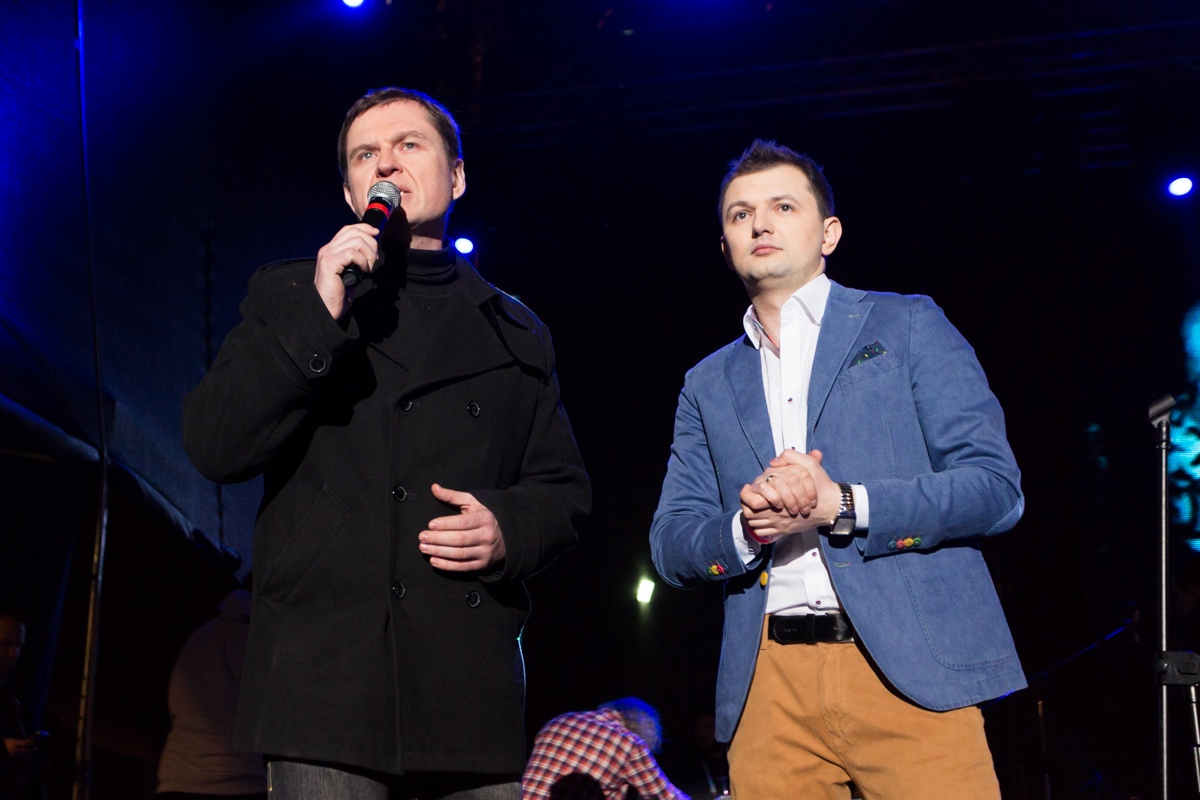
Andrzej Poczobut és Dzmitryj Hurniewicz a "Szolidaritás Fehéroroszországgal" koncerten Varsóban 2014. április 12-én

## Életrajz
1973. április 16-án született Vjalikaja Bjerastawicában. 1998-ban szerzett diplomát a Hrodnai Kupala Janka Állami Egyetem jogi karán.
1999–2001 között a Hrodnai Állami Műszaki Főiskola és a Jogi és Üzleti Technikum jogi előadója volt. Azután újságírói pályára lépett. Dolgozott többek között a hrodnai „Pahonia”, „Dien”, „Miestnoje Vriemia”, „Głos znad Niemna” és a „Narodnaja Volja” országos független napilapnál. Főszerkesztője volt a „Magazyn Polski na Uchodźctwie”, a Fehéroroszországi Lengyelek Szövetsége folyóiratának, Anzselika Orechwo (korábban Angelika Borys) irányítása alatt. 2006 óta a „Gazeta Wyborcza” hrodnai tudósítója.
Az 1990-es évektől kezdve aktív tagja a Fehéroroszországi Lengyelek Szövetségének (ZPB). Mindig is határozottan kiállt a szervezet teljes függetlenségének megőrzése mellett a minszki hatóságoktól, de a fehérorosz törvénykezés keretein belül. Jelenleg a ZPB Legfelsőbb Tanácsának az elnöke, amelyet a minszki hatóságok nem ismernek el.
Alekszandr Lukasenka fehérorosz elnök ellenzékéhez tartozik. A rezsimmédia többször is kritizálta. Társadalmi és újságírói tevékenysége miatt többször letartóztatták. 
A szovjet nyugat-fehéroroszországi biztonsági szolgálat történetének és a lengyel Honi Hadsereg e területeken folytatott tevékenységének a szakértője.

### 2011-es letartóztatás és tárgyalás
2011. március 18-án a hrodnai ügyészség vádat emelt ellene Alekszandr Lukasenka megsértése miatt a „Bielorusszkij Partizan” portálon, „Gazeta Wyborcza” számos cikkében és a privát blogjában. 
2011. április 6-án őrizetbe vették és 72 órára előzetes letartoztatásba helyezték, amikor megpróbált Minszkbe utazni, hogy részt vegyen az EU fehérorosz-ügyi bizottságával szervezett távkonferencián. Ezt követően fogdába helyezték. 
2011 július 5-én a hrodnai bíróság 3 év börtönbüntetésre ítélte, 2 évre felfüggesztve. 
2013. szeptember 23-án, a kétéves felfüggesztés letelte után a bíróság Poczobut felmentéséről döntött.

### 2012-es letartóztatás és tárgyalás
2012. június 21-én a hrodnai járás ügyészsége ismét vádat emelt Andrzej Poczobut ellen Alekszandr Lukasenka megsértésével, amelyet állítólag a „Biełorusszkij Partizan” és a „Karta’97” fehérorosz weboldalakon közzétett publikációiban követett el. Lakásában házkutatást tartottak, letartóztatták és Hrodnában bebörtönözték. 
Kilenc nap után szabadlábra helyezték Hrodna elhagyási tilalom mellett. A BTK. 367.2.§-a alapján perelték be, ami alapján 5 évig terjedő szabadságvesztés szabható ki. 2013 márciusában a hrodnai járás nyomozóbizottsága megszüntette az eljárást.

### 2021-es letartóztatás és tárgyalás
2021. március 25-én ismét letartóztatták, amit Josep Borrell, az EU külügyi és biztonságpolitikai főképviselője elítélt. 2021 december 9-én a Lengyel Köztársaság 9. ciklusú Szejmje határozatot fogadott el, amely „felszólította a fehérorosz rezsimet, hogy hagyjon fel az Angelika Borys és Andrzej Poczobut, valamint más politikai foglyok elleni elnyomással”. Hasonló határozatot fogadott el a Szejm 2022. március 28-án is. Poczobut pere 2023. január 16-án kezdődött. A pert titkosították, ami azt jelentette, hogy sem a közeli hozzátartozók, sem a média nem vehetett részt a tárgyaláson. Az ügyvédek sem közölhettek információt az eljárásról. Poczobut ellen „gyűlöletkeltés” és „Fehéroroszország elleni cselekményre való buzdítás” miatt, a Btk. alapján emeltek vádat. 2023. február 8-án Bubjencsik bíró nem jogerősen nyolc év szigorított börtönre ítélte Poczobutot. Az ítélethirdetésre csak a családtagokat és a fehérorosz médiát engedték be. 2023 augusztusában fél éves zárkával büntették meg.

### Magánélet
Apja Stanisław, tájszakértő és publicista, a hrodnai régió történetének szakértője, aki a Belsat TV-ben és a Radio Racja-ban az említett témájú, lengyel nyelvű műsorokat vezet.
Nős, egy lány és egy fiú édesapja.

## Publikációk
- System Białoruś, Gliwice, 2013.

## Díjak
- Az ARCHE magazin „Az igaz szóért” díja (Fehéroroszország, 2009. január 18.).[20]
- Witold Hulewicz-díj (Lengyelország, 2010. december 8.).[21]
- Andrzej Woyciechowski-díj (Lengyelország, 2011. november 17.) - olyan újságírói anyagért, amely jelentős befolyással volt a lengyelek öntudatára.[22]
- MediaTory (Lengyelország, 2011. december 3.)[23]
- Az év újságírója (Lengyelország, 2011. december 14.)[24]
- Grand Press – Az év újságírója (Lengyelország, 2021. december 7.)
- IAPC Szólásszabadság-díj (Lengyelország, 2023. április 26.)
- Jan Karski küldetésének 75. évfordulója alkalmából kitüntetés (Lengyelország, 2023. augusztus)
- Az Amnesty International Polska „Pióro Nadziei” különdíja (2023, az emberi jogokért médiában végzett munkában való kitartásért)
- Sérgio Vieira de Mello, az ENSZ emberi jogi főbiztosának díja (2023)
- "Teresa Torańska" elnevezésű Newsweek verseny különdíja (2024)

## Fordítás
Ez a szócikk részben vagy egészben  az   Andrzej Poczobut című lengyel Wikipédia-szócikk fordításán alapul.  Az eredeti cikk szerkesztőit annak laptörténete sorolja fel. Ez a jelzés csupán a megfogalmazás eredetét és a szerzői jogokat jelzi, nem szolgál a cikkben szereplő információk forrásmegjelöléseként.

## Bibliográfia
- ПАЧОБУТ Андрэй (belarusz nyelven). Беларускае Радыё Рацыя. [2013. június 30-i dátummal az eredetiből archiválva]. (Hozzáférés: 2023. január 17.)
- privát blog
- Andrzej Poczobut oldala a "Viasna" Emberi Jogi Központ honlapján